# Contea di Cangnan
La contea di Cangnan (苍南县S, Cāngnán XiànP) è una contea della Cina, situata nella provincia dello Zhejiang.